# Наёмный убийца
Наёмный уби́йца, ки́ллер (от англ. killer — «убийца») — персона, совершающая убийство за вознаграждение или по заказу, а не по личным мотивам. Иногда также называется профессиональным убийцей.

## Распространённые тенденции
Заказное убийство стало достаточно распространённым видом убийства, так как оно позволяет обеспечить хорошее алиби заказчику: в момент преступления тот может находиться далеко от места преступления в людном месте, часто при свидетелях. В то же время исполнитель (человек, непосредственно совершающий убийство) обычно никак напрямую не связан ни с жертвой, ни с заказчиком, что значительно затрудняет расследование такого убийства. Кроме того, нанимая киллера, заказчик избавляется от необходимости совершать убийство лично, если он по каким-либо причинам опасается, не желает или не может этого сделать, особенно если он сам связан с жертвой.
Киллера, совершившего заказное убийство, иногда также убивают после выполнения им задания, чтобы он не мог указать на заказчика. По этой же причине сам исполнитель обычно напрямую не знаком с заказчиком, а пользуется помощью посредника или организатора убийства. Профессиональный киллер, как правило, не оставляет следов или вообще не находится на месте преступления во время его совершения, например, используя снайперскую винтовку или взрывчатку, что значительно затрудняет его поиски.
В случае убийства жертвы киллером с близкого расстояния (например: расстрел из пистолета, пистолет-пулемёта или автомата), киллеры стараются сделать так называемый контрольный выстрел — подойдя к жертве, в упор в голову — для гарантии, что жертва убита наверняка. Нередко оружие, из которого убита жертва (снайперская винтовка, пистолет, автомат и т. п.) бросается киллером на месте, с которого он вёл стрельбу, или в начале пути ухода с места преступления.
Наёмного убийцу обычно отличают от серийного, хотя последний и может действовать по найму (например, Томас Крим, Дональд Гаскинс), а совершивший несколько заказных убийств киллер юридически равнозначен серийному (Чарльз Николетти, Сальваторе Риина).    
Имеют место случаи, когда киллера находили по объявлению в газете, часто иносказательному — например, объявление в американском журнале «Солдат удачи»: «Ищет работу… бывший спецназовец армии США… ветеран Вьетнамской войны, умеющий вести боевые действия в Америке и за её пределами».

## Россия
Убийство по найму часто называют «заказным», хотя закон этого термина не употребляет, как и терминов «заказчик», «посредник». «Заказчик» играет роль организатора убийства. Но организатором является и «посредник», то есть лицо, которое во исполнение полученного заказа подбирает исполнителей, разрабатывает план убийства и осуществляет другую организаторскую деятельность. Выделение убийства по найму обусловлено увеличением числа таких убийств и их профессионализацией. К тому же в психологии наёмных убийц, по данным последних исследований, корыстные побуждения не всегда носят определяющий характер.— Комментарий к Уголовному кодексу Российской Федерации.
Пик заказных убийств в России пришелся на середину 90-х годов XX столетия. В 2000-х годах прослеживалась тенденция, что наёмные убийцы стали гораздо чаще использоваться в попытках разрешения семейных и родственных конфликтов. В 2010-х годах в России произошло радикальное сокращение числа заказных убийств – в год фиксировалось от 10 до 16 подобных преступлений.

## Представители
- Александр Солоник — российский киллер (по одной из легенд, ещё и сотрудник засекреченной организации «Белая стрела»)[7].
- Александр Пустовалов («Саша-Солдат») — киллер Ореховской ОПГ[8]. Используя топор, расчленял трупы для сокрытия следов преступления[9].
- Алексей Шерстобитов («Лёша-Солдат») — киллер Медведковской ОПГ. История Шерстобитова послужила сюжетной основой для телесериала «Банды» (2010)[источник не указан 2132 дня].
- Джон Чайлдс — британский киллер, отличавшийся своею жестокостью. Ни одну из его жертв не нашли. Сам Чайлдс утверждал, что рубил своих жертв на куски, затем пропускал через мясорубку и сжигал в гостиной[10][11].
- Гленнон Эдвард Энглман — дантист из Сент-Луиса, подрабатывавший наёмным убийцей. За 22 года совершил ради наживы как минимум 7 убийств.
- Чарльз Войд Харрельсон — американский наёмный убийца, осуждённый на два пожизненных заключения по обвинению в убийстве федерального судьи Джонатана Вуда. Отец голливудского актёра Вуди Харрельсона.
- Сретко Калинич — член преступного Земунского клана. Был одним из инициаторов убийства премьер-министра Сербии Зорана Джинджича в 2003 году. Имеет хорватское и сербское гражданства[12].
- Ричард Куклински — американский наемный убийца проработавший на итало-американскую мафию 30 лет. По своим собственным утверждениям убил более 100 человек, в том числе и некоторых боссов мафии. Был приговорен к пожизненному заключению и умер в тюрьме.

## В массовой культуре
За последние десятилетия образ наёмного убийцы стал популярен в массовой культуре, в том числе в кинематографе и компьютерных играх:
- Гонконгский фильм Джона Ву «Наёмный убийца».
- Китайский фильм «Император и убийца».
- Французский фильм Люка Бессона «Леон».
- Японские мультфильмы «Нуар» и «Кайт — девочка-убийца».
- Серия компьютерных игр «Hitman».
- В серии компьютерных игр «S.T.A.L.K.E.R.» есть отдельная группировка «Наёмники».
- Тетралогия «Джон Уик».
- Дэдпул — персонаж комиксов издательства Marvel Comics.
- Серия компьютерных игр Assassin’s Creed.